# Gradina (Derventa)
Gradina (szerbül: Градина), település Bosznia-Hercegovinában, Derventa községben, a Szerb Köztársaság északi régiójában. 

## Fekvése
A település Bosznia-Hercegovina északi részén, Dobojtól légvonalban 19, közúton 28 km-re északnyugatra, községközpontjától légvonalban 10, közúton 14 km-re délkeletre fekvő dombos vidéken, a Dažnica és a Veličanska-patakok között, 190-264 méteres magasságban fekszik.

## Népessége
| Nemzetiségi csoport | Népesség 1991 | Népesség 2013 |
| ------------------- | ------------- | ------------- |
| Szerb               | 0             | 0             |
| Bosnyák             | 0             | 0             |
| Horvát              | 416           | 90            |
| Jugoszláv           | 1             | 0             |
| Egyéb               | 1             | 5             |
| Összesen            | 418           | 95            |

## Története
A település Modran felőli határán talált régészeti leletek tanúsága szerint ez a terület már az őskortól kezdve lakott volt. A Vis régészeti lelőhely szisztematikus régészeti vizsgálata alapján a több településre utaló jeleket találtak, amelyek kronológiai sorrendben a következőképpen rendezhetők el: Vis A, Lasinja-kultúra, kőrézkor, Vis B, Kostolac-kultúra, késő kőrézkor, Vis C1, késő bronzkor, Vis C2, késő bronzkor és kora vaskor. A Vis lelőhelyen az első ásatásokat 1957 elején végezték, majd kisebb, szisztematikus ásatásokkal folytattak 1958 szeptemberében és 1959 áprilisában. Ezeket az ásatásokat a doboji Városi Múzeum finanszírozta. A régészeti munkálatokat Zdravko Marić vezette. Ez a régészeti lelőhely a környékbeli emberek 3000 éves tárgyi emlékeit tartalmazza. A nemzeti emlékhellyé nyilvánított lelőhely régészeti leleteit a Doboj Múzeumban tárolják. A leletekből kiemelkednek a díszített kerámiaedények. A szisztematikus régészeti kutatás 1963-ban és 1964-ben is folytatódott, 192 négyzetméternyi területet lefedve. A fennsík déli és nyugati részén végzett kutatások a Lasinja-kultúra és a Kostolac-kultúra településeinek nyomait, a felső rétegekben pedig az urnamezős kultúra nyomait tárták fel . A kutatást Branko Belić vezette, és időnként részt vett benne Katarina Petrović, a Slavonski Brodból származó Brodsko Posavlje régió akkori igazgatója, Ivan Vuković, a Travnik Helytörténeti Múzeum akkori kurátora, valamint Alojz Benac, a szarajevói Nemzeti Múzeum akkori igazgatója.
A horvát lakosságú település 1878-ig tartozott az Oszmán Birodalomhoz. Ekkor a berlini kongresszus határozata alapján az Osztrák-Magyar Monarchia része lett. Az 1879- ben épült Bosanski Brod - Szarajevó keskeny nyomtávú vasút áthaladt a falun, és egészen 1968- ig működött. 1910-ben a Derventai járáshoz tartozó településen 37 háztartást, 217 római katolikus, 4 görög katolikus és 1 ortodox lakost találtak. A monarchia szétesésével 1918-ban előbb a Szerb-Horvát-Szlovén Királyság, majd 1929-től a Jugoszláv Királyság része lett. 1921-ben a Derventai járáshoz tartozó településnek 261 lakosa volt, közülük 256 római katolikus, 1 ortodox és 4 görög katolikus volt. Az 1929-es törvény értelmében, amikor Bosznia-Hercegovinát négy banovinára, Drinskára, Vrbaskára, Zetskára és Primorskára osztották, a település a Vrbaska banovina (Orbászi bánság) része lett, amelynek székhelye Banja Luka volt. 1939-ben a közigazgatás átszervezésével a Hrvatska banovina (Horvát Bánság) része lett.
A második világháborúban Jugoszlávia megszállása után a Független Horvát Állam (NDH) része lett. A második világháború után 1992-ig a település a szocialista Jugoszlávia keretében a Bosznia-Hercegovinai Népköztársaság része volt. A boszniai háborút lezáró daytoni békeszerződés rendelkezése alapján az ország területét felosztották a Bosznia-hercegovinai Föderáció és a boszniai Szerb Köztársaság között. A békeszerződés utáni területmegosztási megállapodás értelmében a település Derventa község részeként a Boszniai Szerb Köztársasághoz került.

## Nevezetességei
Vis – őskori erődítmény maradványai. A lelőhely a Veličanka-patak kanyarulata feletti 264 méteres magaslaton, Modran és Gradina települések határán található. A régészeti feltárások 1958/59-ben és 1963/64-ben zajlottak. A régészeti munkák először a magaslat délnyugati oldalán történtek, ahol késő bronzkori és kora vaskori rétegeket találtak. Később a magaslat központi részét is feltárták. Itt kőrézkori rétegeket találtak a lasinjai, a kostolaci és a vučedoli kultúra emlékeivel.

## Fordítás
- Ez a szócikk részben vagy egészben  a(z)   Модран (Дервента) című szerb Wikipédia-szócikk ezen változatának fordításán alapul.  Az eredeti cikk szerkesztőit annak laptörténete sorolja fel. Ez a jelzés csupán a megfogalmazás eredetét és a szerzői jogokat jelzi, nem szolgál a cikkben szereplő információk forrásmegjelöléseként.